# Charles Francis Richter
Charles Francis Richter (Hamilton, 26 aprile 1900 – Pasadena, 30 settembre 1985) è stato un fisico e sismologo statunitense.
Ha dato il nome alla famosa scala sismica che misura la magnitudo di un terremoto.
A differenza della scala Mercalli, che misura l'intensità basandosi sui danni ai manufatti e sulla percezione umana soggettiva del fenomeno sismico (e che dipende dunque anche dalla distanza del centro colpito dall'epicentro del sisma, e dalle caratteristiche dell'edilizia della regione), la scala Richter tende a misurare l'energia che il terremoto sprigiona.
La scala Richter (oggi solitamente indicata come "scala della magnitudo locale") non ha suddivisioni in gradi discreti così come non presenta limiti inferiori o superiori. Essa indica l'energia in scala logaritmica e pone lo zero della scala all'equivalente di un'energia di 100.000 joule. Gli altri valori sono in rapporto a esso. Essa è stata la prima scala di magnitudo dei terremoti. A essa si preferiscono oggi altre scale di magnitudo, di utilità più generale.
Il terremoto con la magnitudo più alta mai misurata risulta essere il terremoto di Valdivia del 1960, che ha raggiunto la magnitudo momento 9,5.

## Infanzia e studi
Richter nacque a Overpeck, in Ohio da una famiglia di origini tedesche: il bisnonno emigrò da Baden-Baden (sita nel Land del Baden-Württemberg) nel 1848 a causa dell'instabilità politica; i genitori, Fred W. Kinsinger e Lillian Anna Richter, divorziarono quando Charles era ancora molto piccolo. Crebbe con il nonno materno, che fece trasferire la famiglia (inclusa la madre) a Los Angeles nel 1909. Dopo essersi diplomato alla Los Angeles High School, frequentò la Stanford University e si laureò nel 1920. Nel 1928 incominciò un dottorato di ricerca in fisica teorica presso il California Institute of Technology, ma, prima che lo terminasse, gli fu offerto un posto al Carnegie Institute of Washington. A questo punto fu affascinato dalla sismologia (lo studio di terremoti e le onde prodotte nella Terra). Successivamente lavorò al nuovo Seismological Laboratory a Pasadena (California), sotto la direzione di Beno Gutenberg. Nel 1932 Richter e Gutenberg svilupparono una scala standardizzata per misurare l'entità dei terremoti: la scala Richter. Nel 1937 tornò al California Institute of Technology, dove divenne professore di sismologia nel 1952.

## Carriera
Richter cominciò a lavorare al Carnegie Institute nel 1927 dopo che Robert Millikan gli offrì un posto come assistente di ricerca, dove ebbe inizio la collaborazione con Beno Gutenberg. Il Seismology Lab della California Institute of Technology cominciò a pubblicare regolarmente relazioni su terremoti avvenuti nel sud della California e in tali relazioni si espresse la necessità di un sistema di misurazione della forza dei terremoti. Insieme, Richter e Gutenberg, concepirono la scala che avrebbe soddisfatto tale necessità, la scala Richter, basata sulla misurazione quantitativa degli spostamenti prodotti sulla terra dalle onde sismiche, come Kiyoo Wadati aveva suggerito. 
I due progettarono un sismografo che misurasse questi spostamenti e svilupparono una scala logaritmica per misurarne l'intensità. Il nome "magnitudo" per questa misurazione deriva dall'infantile interessamento di Richter verso l'astronomia (difatti gli astronomi misurano l'intensità delle stelle attraverso la magnitudine). Considerevole fu il contributo dato da Gutenberg, ma la sua avversione alle interviste fece sì che il suo nome fosse lasciato fuori dalla scala. Dopo la pubblicazione della scala proposta nel 1935, i sismologi la adottarono rapidamente per misurare l'intensità dei terremoti. 
Richter rimase al Carnegie Institute fino al 1936, quando ottenne un posto al California Institute of Technology, dove lavorava Beno Gutenberg. Gutenberg e Richter pubblicarono Seismicity of the Earth nel 1941. La sua edizione riveduta e corretta, pubblicata nel 1954, è considerata un riferimento standard nel campo della sismologia. 
Richter divenne professore a tempo pieno al California Institute of Technology nel 1952. Nel 1958, pubblicò Elementary Seismology basato sui suoi appunti d'insegnamento. Nonostante Richter non abbia mai pubblicato attraverso comunicazioni scientifiche valutate tra pari, esso è spesso considerato il suo più importante contributo alla sismologia. Richter trascorse il 1959 e il 1960 in Giappone come ricercatore in un programma Fulbright. In tale periodo della sua carriera che si interessò all'ingegneria sismica attraverso lo sviluppo di un codice di costruzione per le aree a rischio sismico. Negli anni '60 la città di Los Angeles fece rimuovere diversi ornamenti e cornici dagli edifici municipali, come risultato delle campagne di sensibilizzazione di Richter. 
Dopo il terremoto di San Fernando nel 1971, la città encomiò gli avvertimenti dati da Richter, in quanto furono importanti per evitare molte morti. Richter andò in pensione nel 1970.

## Vita privata
Richter fu un attivo e dichiarato naturista. Viaggiò con molte comunità nudiste e con la moglie. 
Alla sua festa di pensionamento, un gruppo di colleghi del Caltech, chiamati i "Quidnuncs", cantarono e suonarono una canzoncina intitolata "Richter Scale", che dava esempi di terremoti nella storia americana. Richter non fu divertito, anzi si infuriò. L'autore della canzoncina, Kent Clark, affermò in un'intervista nel 1989 che Richter apprezzò la canzoncina. È suonata occasionalmente nello show di Dr. Demento.
Richter morì di insufficienza cardiaca il 30 settembre 1985, a Pasadena in California. È sepolto a Altadena, nel California's Mountain View Cemetery and Mausoleum.